# Новопролетарська (станція)
Новопролетарська — залізнична станція Малого кільця Московської залізниці у Москві. Входить до Московсько-Курського центру організації роботи залізничних станцій ДЦС-1 Московської дирекції управління рухом. За основним застосуванням є вантажною, за обсягом роботи віднесена до 3 класу.

## Опис

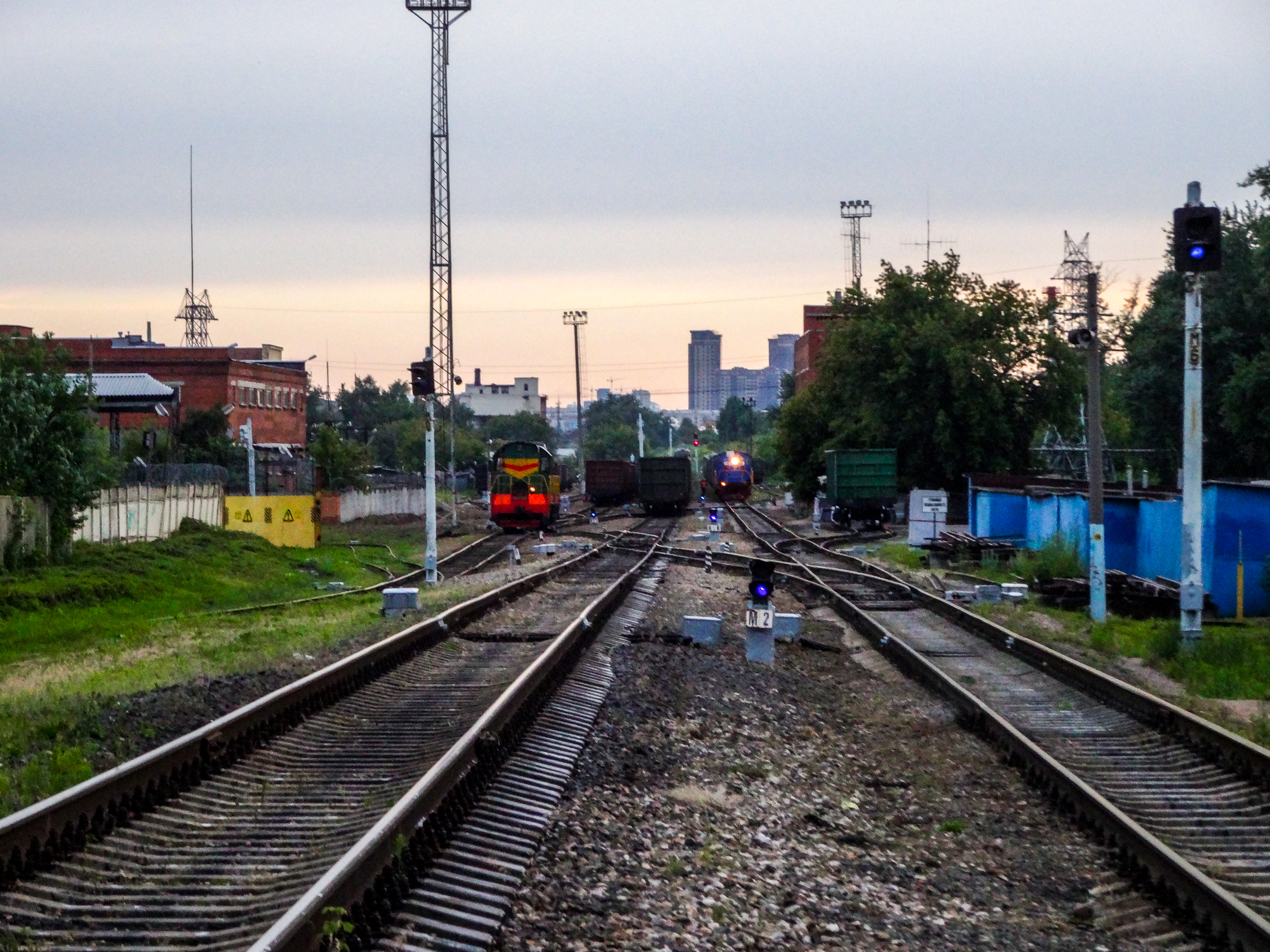
Станція "Новопролетарська". Червень 2014

Знаходиться на сполучній лінії Перово — Бійня.
Складається з двох парків:
- Новий парк — безпосередньо на сполучній лінії
- Старий парк — на тупиковому відгалуженні від лінії. Також в деяких джерелах даний парк називають Старопролетарська.

Розташовується на межі Нижегородського, Рязанського районів і району Текстильники.
Під північно-східною горловиною станції знаходиться тунель, що сполучає Газгольдерну вулицю і 2-й Грайвороновський проїзд.
Із західного боку станції проходять колії до станції Бійня, зі східної — до станції Перово
2 травня 2014 року станція закрита для вантажної роботи по параграфу 8н Тарифного керівництва №4.